# 96
96（九十六、きゅうじゅうろく、ここのそじあまりむつ）は自然数、また整数において、95の次で97の前の数である。 

## 性質
- 96 は合成数であり、正の約数は 1, 2, 3, 4, 6, 8, 12, 16, 24, 32, 48, 96 である。
  - 約数の和は252。
    - 21番目の過剰数である。1つ前は90、次は100。
    - 約数の和が回文数になる9番目の数である。1つ前は81、次は98。(オンライン整数列大辞典の数列 A028980)

  - 12個の約数をもつ5番目の数である。1つ前は90、次は108。
  - 約数の和の平均が整数になる4番目の数である。1つ前は60、次は132。
  - 約数の積は782757789696。
    - 約数の積の値がそれ以前の数を上回る19番目の数である。1つ前は90、次は108。(オンライン整数列大辞典の数列 A034287)
- 6番目の八角数であり、6(6 × 3 − 2) = 96。1つ前は65、次は133。
- ハーシャッド数でない12の倍数のうち最小の数である。
- 1/96 = 0.010416… (下線部は循環節で長さは1)
  - 逆数が循環小数になる数で循環節が1になる16番目の数である。1つ前は90、次は120。(オンライン整数列大辞典の数列 A070021)
  - 1/96 = 1/240(6) = 0.00213(6) 、1/96 = 1/80(12) = 0.016(12)
- 異なる平方数の和で表せない31個の数の中で28番目の数である。1つ前は92、次は108。
- 約数の和が96になる数は4個ある。(42, 62, 69, 77) 4個の約数の和で表せる最小の数である。次は120。
- 各位の和が15になる4番目の数である。1つ前は87、次は159。
- 96 = 25 × 3
  - 2つの異なる素因数の積で p5 × q の形で表せる最小の数である。次は160。(オンライン整数列大辞典の数列 A178740)
  - n = 5 のときの 3 × 2n の値とみたとき1つ前は48、次は192。(オンライン整数列大辞典の数列 A007283)
  - 96 = 25 × 31
    - 2i × 3j (i ≧ 1, j ≧ 1) で表せる9番目の数である。1つ前は72、次は108。(オンライン整数列大辞典の数列 A033845)

  - 96 = 6 × 42
    - n = 4 のときの 6n2 の値とみたとき1つ前は54、次は150。(オンライン整数列大辞典の数列 A033581)
    - n = 2 のときの 6 × 4n の値とみたとき1つ前は24、次は384。(オンライン整数列大辞典の数列 A002023)

  - 96 = 2 × 3 × 42 = 34 + 33 − 32 − 3
    - n = 3 のときの n4 + n3 − n2 − n の値とみたとき1つ前は18、次は300。(オンライン整数列大辞典の数列 A047929)

  - 96 = 4 × 4! = 5! − 4!
    - n = 4 のときの n × n! の値とみたとき1つ前は18、次は600。(オンライン整数列大辞典の数列 A001563)
    - n = 4 のときの 4n! の値とみたとき1つ前は24、次は480。(オンライン整数列大辞典の数列 A052578)
- 96 = 42 + 42 + 82
  - 3つの平方数の和1通りで表せる43番目の数である。1つ前は93、次は97。(オンライン整数列大辞典の数列 A025321)
- n = 96 のとき n と n + 1 を並べた数を作ると素数になる。n と n + 1 を並べた数が素数になる15番目の数である。1つ前は92、次は102。(オンライン整数列大辞典の数列 A030457)
- 96 = 53 − 52 − 5 + 1
  - n = 5 のときの n3 − n2 − n + 1 の値とみたとき1つ前は45、次は175。(オンライン整数列大辞典の数列 A152618)
- 96 = 102 − 4
  - n = 10 のときの n2 − 4 の値とみたとき1つ前は77、次は117。(オンライン整数列大辞典の数列 A028347)
- 96 = 112 − 25
  - n = 11 のときの n2 − 25 の値とみたとき1つ前は75、次は119。(オンライン整数列大辞典の数列 A098603)
- 96 = 142 − 100
  - n = 14 のときの n2 − 100 の値とみたとき1つ前は69、次は125。(オンライン整数列大辞典の数列 A120071)

## その他 96 に関連すること
- 原子番号 96 の元素はキュリウム (Cm)。
- 第96代天皇は後醍醐天皇である。
- 96FM
- 黒沢ダイスケは「96」をアーティスト名義として使用する。
- 日本の第96代内閣総理大臣は安倍晋三である。
- 日本国憲法で改正の要件を定めているのは96条である。
- 第96代ローマ教皇はレオ3世（在位：795年～816年6月12日）である。
- クルアーンにおける第96番目のスーラは凝血である。
- 1月1日を1日目としたとき、96日目には4月6日が当てはまる。
- キューロク - 国鉄9600形蒸気機関車の通称。クンロクとも。